# Студенок (Шосткинський район)
Студено́к — село в Україні, у Есманьській селищній громаді Шосткинського району Сумської області. Населення станом на травень 2025 року становило 70 осіб. До 2020 орган місцевого самоврядування — Студеноцька сільська рада.

## Географія
У селі бере початок річка Лиманка, яка впадає у річку Клевень. Вище за течією на відстані 6 км розташоване село Харківка, нижче за течією на відстані 2 км розташоване село Білокопитове. До міста Глухова — 20 км.
На південний захід від села знаходиться ботанічна пам'ятка природи місцевого значення Дівоча гора.
По річці Клевень проходить кордон з Росією.

## Назва
Назва «Студенок» — від студених (холодних) ключів, яких безліч на сільському ставку. Головний «Синя криниця» витікає з-під крейдяної гори.

## Історія
- Село відоме з XVII століття.
- Дем'ян Пилипович Уманець (? — 1687), протопіп соборної Троїцької церкви у Глухові (є відомості за 1680 р.), володів селом Студенком та слободою Сліпород[2].
- У селі у полкового осаула Олексія Федоровича Уманця були греблі «на одну млинову комору на два кола» і два партикулярні будинки — один старий на чотири покої та інший новий на шість покоїв, «писареві земському» Петру Васильовичу Уманцю належав партикулярний будинок на три покої, «сотнику янпольському» Василю Васильовичу Уманцю — будинок на чотири покої, у нього ж була пасіка «за півтретини версти» від села на правому березі Клевені в урочищі Старому. У Студенці також мав володіння і Семен Федорович Уманець[3].
- У 1859 році у казенному та власницькому селі налічувалось 108 дворів, мешкало 760 осіб (373 чоловічої статі та 387 — жіночої), була православна церква[4].
- Станом на 1885 рік у колишньому державному та власницькому селі Есманської волості Глухівського повіту Чернігівської губернії, мешкало 978 осіб, налічувалось 150 дворових господарств, існувала православна церква, постоялий будинок, водяний та 2 вітрові млини[5].
- За переписом 1897 року кількість мешканців зросла до 1350 осіб (669 чоловічої статі та 681 — жіночої), з яких 1349 — православної віри[6].
- З 1917 — у складі УНР, з квітня 1918 — у складі Української Держави Гетьмана Павла Скоропадського. З 1921 тут панує стабільний окупаційний режим комуністів, якому чинили опір місцеві мешканці.
- Під час Другої Світової Війни комуністи провокували спалення села, але неуспішно.

| 1859 | 1885 | 1897  | 1980  | 2001 | 2025 |
| ---- | ---- | ----- | ----- | ---- | ---- |
| 760  | 978  | 1 350 | 1 283 | 903  | 70   |
|      | ▲    | ▲     | ▼     | ▼    | ▼    |

12 червня 2020 року, відповідно до розпорядження Кабінету Міністрів України № 723-р «Про визначення адміністративних центрів та затвердження територій територіальних громад Сумської області», село увійшло до складу Есманьської селищної громади.
19 липня 2020 року, в результаті адміністративно-територіальної реформи та ліквідації Глухівського району, село увійшло до складу новоутвореного Шосткинського району.

#### Російське вторгнення в Україну (з 2022)
Наприкінці березня 2024 року на рівні Уряду прийнято рішення про примусову евакуацію дітей з міста Середина-Буди, а також із сіл Студенка і Бачівська Есманьської громади в зв'язку з масованими російськими обстрілами.
30 червня 2024 року оперативне командування «Північ» повідомило про чергові обстріли села. Зафіксовано 4 вибухи, ймовірно міномет 120 мм.
8 липня 2024 року по селищу Есмань та селу Студенок було два обстріли та два вибухи з ФПВ-дрона.
16 липня 2024 року російські війська обстріляли село. Зафіксовано 2 вибухи, ймовірно скид ВОГ з БПЛа.   
14 серпня 2024 року село зазнало чергової атаки агресора. Оперативне командування «Північ»  зафіксувало 1 вибух, ймовірно ФПВ-дрон.   
17 серпня 2024 року оперативне командування «Північ» повідомило про обстріли Сумської області. Серед постраждалих населених пунктів село Студенок – 3 обстріли: 3 вибухи, ймовірно ФПВ-дрон.  
26 серпня 2024 року російські загарбники продовжували обстрілювати прикордонні території Сумської області. Зокрема в селі зафіксовано 1 вибух, ймовірно КАБ; 2 обстріли: 2 вибухи, ймовірно ФПВ-дрон. 
29 серпня 2024 року зафіксовано один вибух ФПВ-дрона, два вибухи з міномету 120 мм.    
30 серпня 2024 року зафіксовано 7 вибухів зі ствольної артилерії, 3 обстріли: 3 вибухи, ймовірно ФПВ-дрон.      

## Населення

### Мова
Розподіл населення за рідною мовою за даними перепису 2001 року:
| Мова       | Кількість | Відсоток |
| ---------- | --------- | -------- |
| українська | 881       | 97.56%   |
| російська  | 22        | 2.44%    |
| Усього     | 903       | 100%     |

## Соціальна сфера
В Студенку є дев'ятирічна школа, будинок культури з залом на 300 місць, бібліотека, фельдшерсько-акушерський пункт, дитсадок, 3 магазини, відділення зв'язку.

## Пам'ятки
В Студенку споруджені пам'ятник на братській могилі борців за Радянську окупацію та пам'ятник радянським воїнам, загиблим при звільненні села від гітлерівців, і меморіал на честь односельців, полеглих в боротьбі проти нацистів (299 чоловік віддали життя в боях за свободу і незалежність Батьківщини).

## Відомі люди
В селі народилися:
- Безуглов Григорій Вікторович  — учасник Другої Світової війни, Герой Радянського Союзу.
- Гордєйчук Катерина Іллівна — доярка АТ «Широке» Сімферопольського району, Герой України (з врученням ордена Держави, 21 серпня 1999 року) «за досягнення найвищих у регіоні показників із надоїв молока, багаторічну сумлінну працю в сільському господарстві».
- Кривенко Іван Іванович— український військовик, учасник російсько-української війни[20].
- Маслюк Григорій Андрійович (1944) — народний артист України.